# 森田竹崖
森田 竹崖（1892年6月1日 - 1956年6月21日）は奈良県山辺郡出身の南画家、茶人、聴松庵、南雅囿煎茶会主宰。

## 経歴
本名は森田俊一といい、父森田常太郎と母小雪の四男として生まれる。中国にて画の修業する。帰国後、岡山県倉敷市、福岡県小倉市、大分県別府市を転居した後、東京都世田谷区に移る。活動の拠点となった大分県では画家の傍ら南雅囿煎茶会を主宰。また、妻キリ（宗薫）と共に裏千家流茶道を深くおこなう。
作品には、西湖十二景をはじめ深山幽谷の風景画から釈迦像、観音像、達磨像、利休像等の人物画がある。水墨山水、水墨淡彩の軸装、額装の作品を残している。
現在市場では評価は低く作品も少なく出回っていないが、鮮やかな色使いと微細な線を重んじる優しく風雅な画風は竹崖の魅力で、蒐集家の多くは当時を偲ぶ茶道家が多く作品を手放さない理由で市場に出回らない環境にもある。1926年（大正15年）から1940年（昭和15年）までに、竹崖が憧れた田能村竹田の生地である大分県竹田市の竹田荘での小品個展ほか、大分市一丸デパート等多数の個展を開催しその画風に多くの人気を博していたことがうかがえる記録が当時の豊州新報にある。
臨済宗妙心寺派の巨刹大分萬寿寺の別院（高崎山）雲水修業専門道場の建立（1938年）においては、奥大節老師の依頼により同別院隠寮の枯山水庭の設計に尽力。同別院内に保存されている座禅堂地鎮祭の写真に、僧侶らと共に当時の竹崖が写っている。また、昭和の三筆の一人としても著名である臨済宗の高僧足利紫山との親交も深く消息が残る。竹崖画の鑑定は孫の西耕平がおこなっている。